# El patriota (película de 2000)
El patriota (título original en inglés: The Patriot) es una película bélica estadounidense del año 2000 dirigida por Roland Emmerich, escrita por Robert Rodat y protagonizada por Mel Gibson y Heath Ledger. Fue producida por Centropolis Entertainment y Mutual Film Company, y fue distribuida por Columbia Pictures.
En su mayoría la película tiene lugar en Carolina del Sur (donde fue enteramente rodada) y representa la historia de un coronel veterano arrastrado a la guerra de Independencia de los Estados Unidos cuando su familia es amenazada. El protagonista, Benjamin Martin, está aproximadamente inspirado en el oficial del Ejército Continental Francis Marion y otras figuras de la Revolución estadounidense. El patriota estuvo nominada a tres Premios Óscar: al mejor sonido, a la mejor fotografía y a la mejor banda sonora.

## Argumento
Durante la Guerra de Independencia estadounidense en 1776, el capitán Benjamin Martin (Mel Gibson), un veterano de la guerra franco-indígena y viudo con siete hijos, es llamado a Charleston para votar en la Asamblea General de Carolina del Sur sobre un impuesto que apoya al Ejército Continental. Por temor a la guerra contra Gran Bretaña, Benjamin se abstiene; no obstante, la votación se aprueba y, en contra de los deseos de su padre, el hijo mayor y heredero de Benjamin, Gabriel (Heath Ledger), se une a los continentales.
Cuatro años después, Charleston cae en manos de los británicos y un Gabriel malherido regresa a casa con despachos. Los Martin atienden a los heridos británicos y estadounidenses de una batalla cercana, antes de que los Dragones Verdes, liderados por el coronel William Tavington (Jason Isaacs) lleguen al lugar, capturen a Gabriel con la intención de colgarlo como espía y se lleven cautivos a los esclavos afroestadounidenses que trabajan en la tierra de Benjamin. Cuando el segundo hijo de Benjamin, Thomas (Gregory Smith), intenta liberar a Gabriel, Tavington le dispara y lo mata, quien luego ordena quemar la casa de los Martin y ejecutar a todos los estadounidenses heridos. Después de que los británicos se van, Benjamin le da mosquetes a sus dos hijos menores, y emboscan a la unidad británica que escolta al cautivo Gabriel. Benjamin, hábil pero brutalmente, mata a muchos soldados con su hacha de guerra, para horror de sus tres hijos. Un sobreviviente británico le cuenta a Tavington sobre el ataque, lo que le valió a Benjamin el apodo de "Fantasma". Gabriel decide reunirse con los continentales y Benjamin pronto lo sigue, dejando a los niños más pequeños al cuidado de la cuñada de Benjamin, Charlotte Selton (Joely Richardson). En su camino al campamento del Ejército Continental, son testigos del Ejército Continental del sur bajo el mando del general Horatio Gates enfrentándose al ejército británico en Camden. Benjamin reconoce la insensatez de la acción, habiendo servido en el ejército británico; efectivamente, los continentales son derrotados de manera decisiva.
Benjamin se encuentra con su ex oficial al mando, el coronel Harry Burwell (Chris Cooper), quien lo convierte en coronel de la milicia colonial local debido a su experiencia en combate y también coloca a Gabriel bajo el mando de Benjamin. Benjamin tiene la tarea de mantener a los regimientos de Lord Charles Cornwallis (Tom Wilkinson) paralizados en el sur mediante la guerra de guerrillas. El mayor francés Jean Villeneuve (Tchéky Karyo) ayuda a entrenar a la milicia y promete más ayuda francesa.
Gabriel pregunta por qué Villeneuve y otros mencionan a menudo la participación de Benjamin en un incidente en Fort Wilderness. Benjamin, después de haber dudado en responder la pregunta hasta ahora, finalmente le dice a su hijo que había estado luchando en el ejército británico en la guerra anterior cuando él y varios otros soldados descubrieron un crimen de guerra francés contra civiles británicos. Los enfurecidos hombres alcanzaron a los franceses en Fort Wilderness y, lenta y metódicamente, los mataron a todos menos a dos. Los sobrevivientes franceses se vieron obligados a admitir lo sucedido con sus aliados Cherokee y a traer las cabezas de sus compañeros como prueba de ello. Benjamin revela que ha sido perseguido por la culpa desde aquel entonces.
La milicia de Benjamin acosa las líneas de suministro británicas (incluso capturando algunos de los efectos personales de Cornwallis y sus dos grandes daneses), y termina quemando la mitad de los puentes y transbordadores que conducen a Charleston, haciendo que Cornwallis le eche la culpa a Tavington por crear esta reacción con sus tácticas brutales. Sin embargo, irritado por la falta de progreso e insultado por la hábil estratagema de Benjamin para liberar a algunos de los milicianos capturados, Cornwallis permite a regañadientes que Tavington detenga a Benjamin por cualquier medio necesario.
Con la ayuda reacia del capitán leal James Wilkins (Adam Baldwin), Tavington descubre las identidades de algunos miembros de la milicia y ataca a sus familias y quema sus casas. La familia de Benjamin huye de la plantación de Charlotte mientras se quema para vivir en un asentamiento de Gullah con ex esclavos negros. Ahí, Gabriel se casa con su prometida Anne Howard (Lisa Brenner), la amiga de infancia de Gabriel. La brigada de Tavington cabalga hacia la ciudad que abastece a la milicia y reúne a toda la gente del pueblo (incluida Anne), en la iglesia, prometiendo libertad a cambio del paradero de los rebeldes. Una vez que se da su ubicación, hace que se cierren las puertas con barricadas y ordena al propio Wilkins que queme la iglesia, matando a todos sus vecinos que están dentro. Cuando descubren la tragedia, Gabriel y varios otros milicianos atacan impulsivamente el campamento de Tavington. En la batalla que siguió, Gabriel dispara a Tavington, pero Tavington hiere mortalmente a Gabriel antes de huir. Benjamin llega poco después, solo para que otro de sus hijos muera en sus brazos.
Benjamin llora y vacila en su compromiso de seguir luchando, pero se resuelve cuando se le recuerda la dedicación de su hijo a la causa al encontrar una bandera estadounidense que reparó. La milicia de Martin, junto con un regimiento del Ejército Continental más grande, se enfrenta al regimiento de Cornwallis en una batalla decisiva cerca de Cowpens. Los británicos parecen ganar hasta que Benjamin reúne a las tropas para romper la segunda línea Británica; en el medio, Benjamin lanza de su caballo a Tavington y se baten en un furioso duelo cuerpo a cuerpo, el inglés hiere a Benjamin, pero éste, tras esquivar a Tavington que iba a decapitarlo, logra vengar las muertes de Gabriel y Thomas clavándole una bayoneta directo en el abdomen y otra en el cuello, dejándolo empalado; con la batalla perdida, Cornwallis ordena la retirada.
Después de muchas retiradas consecutivas, Cornwallis es sitiado en Yorktown, Virginia, donde se rinde al Ejército Continental circundante y a la tan esperada fuerza naval francesa, su segundo: el general Charles O'Hara entregaría la espada (en la historia real nuevamente se rendiría tras una batalla perdida, ante Napoleón Bonaparte). Después de que termina el conflicto, Benjamin regresa con su familia, con los grandes daneses de Cornwallis y Charlotte cargando a su nuevo bebé, y descubren que los soldados de la milicia están reconstruyendo su casa en la carretera de su ciudad vieja.

## Reparto
- Mel Gibson como Benjamin Martin. El personaje está principalmente inspirado en Francis Marion, alias The Swamp Fox ("El zorro del pantano") y en Daniel Morgan.
- Heath Ledger como Gabriel Martin, el mayor de los siete hijos de Benjamin.
- Joely Richardson como Charlotte Selton.
- Jason Isaacs como el coronel William Tavington. Está inspirado en Banastre Tarleton.
- Chris Cooper como el coronel Harry Burwell.
- Tom Wilkinson como Charles Cornwallis.
- Tchéky Karyo como Jean Villeneuve.
- René Auberjonois como el reverendo Oliver.
- Lisa Brenner como Anne Howard.
- Peter Woodward como el general de brigada Charles O'Hara.
- Donal Logue como Dan Scott.
- Leon Rippy como John Billings.
- Adam Baldwin como el capitán James Wilkins.
- Joey D. Vieira como Peter Howard.
- Gregory Smith como Thomas Martin: el segundo hijo mayor de Benjamin.
- Mika Boorem como Margaret Martin: hija mayor de Benjamin.
- Skye McCole Bartusiak como Susan Martin: la menor de los siete hijos de Benjamin.
- Trevor Morgan como Nathan Martin: el tercer hijo.
- Bryan Chafin como Samuel Martin: el cuarto hijo.
- Logan Lerman como William Martin, el hijo más joven de Benjamin.
- Terry Layman como el general George Washington.
- Andy Stahl como el general Nathanael Greene.

## Producción
Para retratar las espectaculares escenas de batalla Emmerich contó con más de 600 extras y con los más modernos efectos especiales.

## Premios
Premios Óscar
| Año  | Categoría          | Persona                                    | Resultado |
| ---- | ------------------ | ------------------------------------------ | --------- |
| 2000 | Mejor fotografía   | Caleb Deschanel                            | Nominado  |
| 2000 | Mejor banda sonora | John Williams                              | Nominado  |
| 2000 | Mejor sonido       | Kevin O'Connell Greg P. Russell Lee Orloff | Nominados |